# Акбарова, Зинат Аскаровна
Зинат Аскаровна Акбарова (род. 15 января 1935 года, Жаркент, Алма-Атинская область) — советская актриса, балерина. Народная артистка Казахстана (1992).

## Биография
Окончила Алматинское хореографическое училище имени А. Селезнёва в 1955 году. С этого года начала работать в Уйгурском музыкальном театре и продолжает по настоящее время. Сначала — артистка балета, затем — солистка-вокалистка. Исполняла уйгурские, узбекские, казахские, русские, индийские и др. национальные танцы.
Выступала также в концертных программах в составе ансамбля «Нава» в качестве ведущей солистки.
В 1958 году перешла в драматическую труппу, где играла ведущие роли: Маймхан, Лейлихан, Гульзара («Анархан» Д.Асимова и А.Садырова), Гульбадам («Гариб и Санам» Д.Асимова и В. И. Дьякова), Гульчехра («Аршин мал алан» У.Гаджибекова), Назугум («Назугум» К.Хасанова и С.Башояна), Яренка («Свадьба в Малиновке» А.Александрова и Л.Юхвида).
Сыграла более 100 ролей.
Избиралась депутатом Алматинского городского и областного Совета народных депутатов, членом Ассамблеи Народов Казахстана, членом совета старейшин г. Алматы.

## Звания и награды
- Заслуженная артистка Казахской ССР, 1966
- Народная артистка Казахстана, 1992
- Почётные Грамоты Верховного совета Казахской ССР, 1966, 1984